# Przeworno (gmina)
Przeworno – gmina wiejska w województwie dolnośląskim, w powiecie strzelińskim. W latach 1975–1998 gmina położona była w województwie wałbrzyskim.
Siedziba gminy to Przeworno.
Według danych z 31 grudnia 2013 gminę zamieszkiwało 5035 osób. Natomiast według danych z 31 grudnia 2019 roku gminę zamieszkiwały 4754 osoby.
Według danych z 30 czerwca 2020 roku gminę zamieszkiwały 4734 osoby.

## Struktura powierzchni
Według danych z roku 2002 gmina Przeworno ma obszar 111,96 km², w tym:
- użytki rolne: 74%
- użytki leśne: 18%

Gmina stanowi 17,99% powierzchni powiatu.

## Demografia

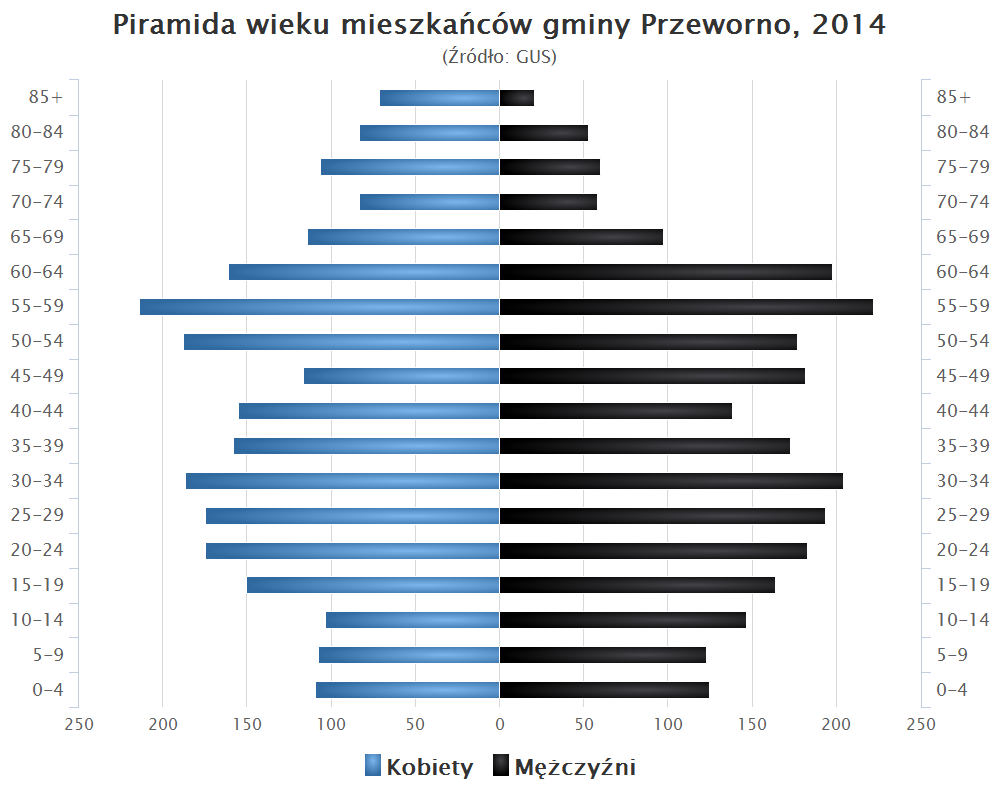
Piramida wieku mieszkańców gminy Przeworno w 2014 roku

Dane z 31 grudnia 2013
| Opis                              | Ogółem | Ogółem | Kobiety | Kobiety | Mężczyźni | Mężczyźni |
| --------------------------------- | ------ | ------ | ------- | ------- | --------- | --------- |
| jednostka                         | osób   | %      | osób    | %       | osób      | %         |
| populacja                         | 5 035  | 100    | 2 473   | 49,1    | 2 562     | 50,9      |
| gęstość zaludnienia (mieszk./km²) | 45,0   | 45,0   | 22,1    | 22,1    | 22,9      | 22,9      |

## Komunikacja
Jedyną ważniejszą drogą kołową jest droga wojewódzka nr 385 przebiegająca równoleżnikowo przez południową część gminy. Poza tym przez gminę przebiegają (nieczynne obecnie) linie kolejowe nr 313 i nr 321.

## Sąsiednie gminy
Grodków, Kamiennik, Strzelin, Wiązów, Ziębice